# سرور بن مساعد
الشريف سرور بن مساعد شريف مكة (1186 – 1202هـ/ 1772 – 1786م) والتي تولى شرافتها يوم الثالث عشر من ذي القعدة عام 1186 هـ وعمره 18 سنة، حيث نودي له في شوارع مكة بالإمارة واستطاع الشريف سرور أن ينظّم أمور الحجّاج الداخلية والخارجية، ونظّم أمور القبائل وقضى على رموز الشر والفتن الذين يعترضون الحجاج في مكة والمدينة. حاربه عمه أحمد بن سعيد لينتزع من يده زمام الإمارة لكنه استطاع التغلب عليه وسجنه.

## نسبه
سرور بن مساعد بن سعيد بن سعد بن زيد بن محسن بن حسين بن حسن بن محمد أبي نمي

## تنصيبه
تولى حكم مكة عام 1186 هـ وحاول تنصيب نفسه حاكما لها فاستقر الامر له في البلاد فما لبث حتى وجد رده فعل وكرهت القبائل حكمه فخرج عليه رؤوس هذيل ثم حرب ثم فارقه الاشراف فقاسى منهم اشد ما يمكن ان يقاسيه

## أعماله
- في عام 1194 هـ بنى الشريف سرور بن مساعد قلعة أجياد التي هدمت في أواخر عهد الملك فهد بن عبد العزيز.
- في شهر ذي القعدة 1200 هـ بنى الشريف سرور بيتاً له في عرفة، قال عنه أحمد السباعي في تاريخ مكة المكرمة: «وهي فكرة لم يسبقه إليها أحد ولم يفعلها بعده أحد إلى اليوم. وقد ظلت ولا تزال أطلاله قائمة إلى عام 1377 هـ على كثيب من جبل الرحمة».
- وسّع بعض الشوارع وأنشأ الطرق في مكة المكرمة، ويسر على قاصدي الحرم المكي طريق الوصول إلى مكة.
- طرد النصارى من جدة.

## وفاته
توفي يوم 18 / 4 / 1202 هـ، وعمره 35 سنة، ومدة ولايته 15 سنة وخمسة أشهر وثمانية أيّام، وصُلّي عليه عند الكعبة ودفن بالمعلاّة.